# Sénat (Paraguay)
Pour les autres articles nationaux ou selon les autres juridictions, voir Sénat.
Législature 2023-2028
Palais législatif
Le Sénat (en espagnol : Senado) — officiellement l'Honorable chambre des sénateurs de la république du Paraguay  (en espagnol : Honorable Cámara de Senadores de la República del Paraguay) — est la chambre haute du Congrès du Paraguay. Elle est composée de 45 membres, élus pour un mandat de cinq ans au scrutin proportionnel. L'autre chambre du Congrès est le Chambre des députés.

## Histoire
Le Sénat est fondé par la Constitution de 1870 qui consacre la forme bicamérale pour la première fois au Paraguay. Il est cependant supprimé par la Constitution de 1940 qui rétablit un parlement monocaméral puis renaît en tant que chambre haute du Congrès en 1967, confirmé par la promulgation d'une nouvelle Constitution en 1992.

## Système électoral
Le Sénat est composé de 45 sièges pourvus pour cinq ans au scrutin proportionnel plurinominal avec listes bloquées, répartis selon la méthode de la plus forte moyenne. Le scrutin a lieu dans une unique circonscription nationale. Les anciens présidents de la République sont sénateurs à vie, mais ne disposent pas du droit de vote.
Pour être éligible au mandat de sénateur, les candidats doivent être âgé au minimum de 25 ans et être de nationalité paraguayenne.